# On ne badine pas avec l'amour (film muet, 1909)
Pour l’article homonyme, voir On ne badine pas avec l'amour.
On ne badine pas avec l'amour est un court métrage muet français non signé, sorti en 1910.

## Fiche technique
- Titre original : On ne badine pas avec l'amour
- Réalisation : (anonyme)
- Scénario : (anonyme), d'après la pièce de théâtre en trois actes d'Alfred de Musset (1834)
- Société de production : Société cinématographique des auteurs et gens de lettres (S.G.C.A.L.)
- Société de distribution : Pathé Frères
- Pays de production :  France
- Langue originale : français
- Format : couleur/noir et blanc - 1.33 : 1 - 35 mm
- Genre : comédie
- Date de sortie : France : 14 janvier 1910 au Pathé Grolée, à Lyon[réf. nécessaire]

## Distribution
- René Alexandre : Perdican, le fils du baron que ce dernier veut marier à sa nièce Camille
- Berthe Bovy : Camille, la nièce du baron qui ne veut pas l'épouser
- Nelly Cormon : Rosette, la sœur de lait de Camille que Perdican feint d'aimer pour rendre Camille jalouse

## Autour du film
- On ne badine pas avec l'amour est tourné en fin 1909[réf. nécessaire].
- Il a été vu aux États-Unis le 25 mars 1910 sous le titre No Trifling with Love[1].